# Acratocnus
Acratocnus — викопний рід гігантських лінивців, який проживав на Кубі, Гаїті та Пуерто-Рико.

## Класифікація
Як і інші лінивці, що населяли колись Антильські острови, Acratocnus належить до родини Мегалоніксових, єдиними, зараз існуючими представниками якої є лінивець бурогорлий, лінивець нашийниковий та лінивець трипалий.

## Поширення
Представники роду колись населяли високогірні лісисті області островів Куба, Гаїті та Пуерто-Рико. Про перебування особин роду Acratocnus на острові Пуерто-Рико свідчать погано задокументовані результати розкопок у печерах на північному заході півострова. Вважається, що вони вели напівдеревний спосіб життя, зважаючи на їх невеликі розміри та великі гачкуваті кігті.

## Розміри
Вага представників різних видів роду коливалась від 20 кг до 70 кг, тобто вони були більшими за сучасних представників родини, вага яких сягає лише 10—15 кг.

## Вимирання
Як і багато інших скам'янілих залишків, рештки представників не були датовані радіовуглецевим методом. Вважається, що пуерториканський і гаїтянський види роду Acratocnus дожили до пізнього плейстоцену, але вимерли вже до середини голоцену. Споріднений з ними, кубинський лінивець роду Megalocnus вимер близько 6600 років тому, а останнім зник гаїтянський лінивець Neocnus comes, останки якого датували 3 тисячоліттям до н. е., за допомогою радіовуглецевого методу. Причиною зникнення цих тварин найчастіше вказують зміну клімату, або, що значно ймовірніше, винищенням людьми через полювання.